# Michael Lucke
Michael Lucke (* 15. Oktober 1955 in Dresden; † 16. Dezember 2017) war ein deutscher Schauspieler.

## Leben
Als Kind war er sieben Jahre Mitglied im Dresdner Kreuzchor und lernte anschließend den Beruf eines Bühnentechnikers am Staatsschauspiel Dresden. Danach war er in der NVA und arbeitete als LKW-Fahrer. Von 1978 bis 1981 absolvierte er an der Staatlichen Schauspielschule Berlin seine Schauspielausbildung. Erste Engagements führten ihn an das Staatsschauspiel Dresden und 1984 an die Volksbühne Berlin. Im Frühjahr 1989 reiste er in die Bundesrepublik aus und arbeitete dort zunächst am Theater Bonn und anschließend am Schauspiel Frankfurt. Seit 2008 war Michael Lucke freier Schauspieler. Michael Lucke arbeitete außerdem in etwa 100 Rollen als Hörspielsprecher und in über 70 Rollen als Synchronsprecher, so gab er seine Stimme z. B. dem Schauspieler Joe Penny. Außerdem war er Sänger der Rammstein-Coverband Die Bestien.
2017 verstarb Lucke nach kurzer schwerer Krankheit.

## Filmografie
- 1978: Ein Zimmer mit Ausblick (Fernsehserie in 2 von 7 Folgen)
- 1981: Bürgschaft für ein Jahr
- 1982: Polizeiruf 110: Schranken (Fernsehreihe)
- 1983: Fariaho
- 1985: Polizeiruf 110: Traum des Vergessens
- 1986: Pelle der Eroberer
- 1989: Zum Teufel mit Harbolla
- 1999: Polizeiruf 110: Schellekloppe
- 2013: Westen

## Theater
- 1981: Christian Dietrich Grabbe: Scherz, Satire, Ironie und tiefere Bedeutung (Mollfels) – Regie: Helmut Straßburger/Ernstgeorg Hering (Theater im Palast Berlin)
- 1982: Wladimir Majakowski: Das Schwitzbad (Fahrradkin) – Regie: Horst Schönemann (Staatsschauspiel Dresden)
- 1982: Heinz Drewniok: Die Jungs (Paul) – Regie: Rainer Eigendorff/Horst Schönemann (Kulturpalast Dresden – Studiobühne)
- 1982: Georg Büchner: Dantons Tod (Danton) – Regie: Wolfgang Engel (Staatsschauspiel Dresden)
- 1983: Molière: Der Menschenfeind (Acaste) – Regie: Ulrich Engelmann (Staatsschauspiel Dresden – Kleines Haus)
- 1984: Christian Dietrich Grabbe: Don Juan und Faust (Leporello) – Regie: Helmut Straßburger/Ernstgeorg Hering (Volksbühne Berlin)
- 1984: Pierre Augustin Caron de Beaumarchais: Der tolle Tag oder Die Hochzeit des Figaro (Graf Almaviva) – Regie: Helmut Straßburger/Ernstgeorg Hering (Theater im Palast Berlin)
- 1985: John Millington Synge: The Playboy of the Western World – Regie: Ursula Karusseit (Volksbühne Berlin)
- 1985: Wsewolod Wischnewski: Optimistische Tragödie (Alexej) – Regie: Siegfried Höchst/Gert Hof (Volksbühne Berlin)
- 1986: Carlo Goldoni: Viel Lärm in Chiozza (Padron Toni) – Regie: Helmut Straßburger/Ernstgeorg Hering (Volksbühne Berlin)
- 1987: Heinz Czechowski nach Michail Bulgakow: Der Meister und Margarita (Iwan Besdomny) – Regie: Siegfried Höchst (Volksbühne Berlin)
- 1988: Lope de Vega: La Dama Boba (Er) – Regie: Horst Hawemann (Volksbühne Berlin)
- 1988: Paul Zech: Das trunkene Schiff (Labatut) – Regie: Frank Castorf (Volksbühne Berlin – Theater im 3. Stock)
- 1988: Gerhart Hauptmann: Schluck und Jau (Karl) – Regie: Siegfried Höchst/Gert Hof (Volksbühne Berlin)
- 1989: William Shakespeare: Hamlet (Laertes) – Regie: Siegfried Höchst (Volksbühne Berlin)
- 2017: Fritz Hochwälder: Das Heilige Experiment (Don Pedro de Miura) – Regie: Katharina Rupp (Theater Orchester Biel Solothurn)

## Hörspiele
- 1986: Brüder Grimm: Das blaue Licht – Regie: Barbara Plensat (Hörspiel – Rundfunk der DDR)
- 1986: Horst Matthies: Standortüberschreitung (Siebenmark) – Regie: Werner Grunow (Hörspiel – Rundfunk der DDR)
- 1987: Hans Bräunlich: Befehl vor Dienstantritt (Benno) – Regie: Fritz Göhler (Hörspiel – Rundfunk der DDR)
- 1987: Ludwig Bechstein: Der gastliche Kalbskopf (Michel) – Regie: Christa Kowalski (Kinderhörspiel – Rundfunk der DDR)
- 1988: Ulrich Waldner: O Täler weit, o Höhen … (Mischa Molz) – Regie: Rüdiger Zeige (Kurzhörspiel aus der Serie Waldstraße 7 – Rundfunk der DDR)
- 1988: Dietmar Langberg: Die Gefangene des Trolls (Olaf, jung) – Regie: Rüdiger Zeige (Kinderhörspiel – Rundfunk der DDR)
- 1989: Dietmar Beetz: Der Steinbock und sein Weib (Steinbock) – Regie: Rüdiger Zeige (Kinderhörspiel – Rundfunk der DDR)
- 1989: Rainer Hohberg: Sherlock Holmes geht baden (ABV) – Regie: Rüdiger Zeige (Kinderhörspiel, Kurzhörspiel – Rundfunk der DDR)
- 1990: Jürgen Werth: Blackbox B1 – Regie: Frank Hübner (Hörspiel (Folge 14 und 22) – WDR)
- 1991: Renke Korn: Nigger (Kommissar) – Regie: Walter Adler (Kriminalhörspiel – WDR)
- 1991: Beth Edge: In der Tiefe (Maurice Middleton) – Regie: Dieter Carls (Hörspiel – WDR)
- 1992: Herbert Somplatzki: Der Schnüffler oder Auf den Hund gekommen (Christian) – Regie: Klaus Dieter Pittrich (Hörspiel – WDR)
- 1993: Liselott Forsman: Tom Törn And The Lady In Black (Tom Törn) – Regie: Micke Rejström (Hörspiel – HR / WDR)
- 1993: Georges Simenon: Die Zeugen (Jahrmarkthändler)  – Regie: Walter Adler (Kriminalhörspiel – SWF)
- 1994: Andrzej Mularczyk: Der freie Hund Iwan (Dziemira) – Regie: Klaus-Dieter Pittrich (Hörspiel – WDR)
- 1994: Felix Claas: Der Tote im Rollstuhl (Poremski) – Regie: Frank Hübner (Kriminalhörspiel – WDR)
- 1995: Adolf Schröder: Sabines Baum (Vater) – Regie: Barbara Plensat (Kinderhörspiel – HR/DLR)
- 1997: Stephan Ahlf: Retsina rot (16. Gesang: Die Kaufmänner von Leipzig) – Regie: Burkhard Schmid (Kurzhörspiel – HR)
- 1998: Christian Gailus: Der Stein (1. Teil, Devil) – Regie: Norbert Schaeffer (Kriminalhörspiel – HR)
- 1998: Charles Willeford: Seitenhieb (2. Teil, Farnsworth) – Regie: Norbert Schaeffer (Kriminalhörspiel – HR/SWF)
- 1999: Marlene Streeruwitz: Opernring (Johannes, Willie etc.) – Regie: Marlene Streeruwitz (Hörspiel – HR)
- 1999: Hugo Ball: Flametti oder: Vom Dandysmus der Armen (Erzähler) – Regie: Klaus Buhlert (Hörspiel – BR)
- 2000: Roland Schimmelpfennig: Krieg der Welten (Ansager) – Regie: Klaus Buhlert (Hörspiel – HR)
- 2000:  Hanns Peter Karr/Walter Wehner: Das Leben, die Liebe, der Tod oder PR und die Folgen – Regie: Frank Hübner (Kriminalhörspiel – WDR)
- 2001: Charles Willeford: Darf ich Euch Hildy vorstellen (Mann im gelben Overall) – Regie: Norbert Schaeffer (Kriminalhörspiel – HR)
- 2001: Anonymus/Raoul Schrott: Gilgamesh (Erzähler) – Regie: Klaus Buhlert (Hörspiel, 4 Teile – BR)
- 2002: Paolo Maurensig: Spiegelkanon (Kommandostimme) – Regie: Heinz von Cramer (Hörspiel – HR)
- 2002: Herman Melville: Moby-Dick oder Der Wal (Kapitän Peleg) – Regie: Klaus Buhlert (Hörspiel – BR)
- 2003: Ulrich Land: Im Schatten der Singvögel (Kommissar Leinartz) – Regie: Jörg Schlüter (Hörspiel – WDR)
- 2003: Maud Tabachnik: Bellende Hunde beißen (Gourdin) – Regie: Martin Zylka (Kriminalhörspiel – WDR)
- 2004: Matthias Beltz: Die Frankfurter Verlobung (Ruben, Polizist) – Regie: Klaus Wirbitzky (Hörspiel – WDR)
- 2005: Friedemann Schulz: Die Novizen (Küchenmeister) – Regie: Ulrich Lampen (Kriminalhörspiel – HR)
- 2005: Patricia Highsmith: Tiefe Wasser (Cameron) – Regie: Martin Zylka (Kriminalhörspiel, 2 Teile – WDR)
- 2006: Samuel Beckett: Ein Kapitel aus Dream – Immer Dein, Tuissimus (Belsazar) – Regie: Oliver Sturm (Kriminalhörspiel – HR)
- 2006: Ed McBain: Ich war's, ich war's (Fred Batista) – Regie: Ulrich Lampen (Kriminalhörspiel – HR)
- 2007: Karl May: Der Orientzyklus (Sandar Aladschy) – Regie: Walter Adler (Kriminalhörspiel, Teil 10 bis 12 – WDR)
- 2008: Michail Lermontow: Ein Held unserer Zeit (Dragonerhauptmann) – Regie: Oliver Sturm (Hörspiel – HR/SWR/DLR)
- 2008: Ernest Tidyman: Shaft und die Geldwäscher (Scarsi/Einer) – Regie: Leonhard Koppelmann (Kriminalhörspiel – SWR)
- 2011: Friedemann Schulz: Abschaum – Regie: Harald Krewer (Radio-Tatort – HR)
- 2011: Heinrich von Kleist: Heinrich von Kleist: Über das Marionettentheater (Marionette) – Regie: Klaus Buhlert (Hörspiel – SWR/DLR)
- 2012: James Joyce: Ulysses (Konstabler, Auktionator, Ben Dollard) – Regie: Klaus Buhlert (Hörspiel – SWR/DLR)
- 2012: Edgar Lawrence Doctorow: Homer & Langley (Cop) – Regie: Martin Heindel (Hörspielbearbeitung – HR)
- 2014: Daniela Meisel: Opa Ottos Wunderwagen (Zitator) – Regie: Robert Schoen (Kinderhörspiel – HR/NDR)

## Synchronisation
- 1985: Tim Robbins (als Joseph Cotten) in Das verrückte Hollywood
- 1987: Sergio Ciani (als Samson / William Smith) in Samson und der Schatz der Inkas (1965)
- 1987: Richard Jordan (als Jean Valjean) in Die Elenden (1978)
- 1990: Elliott Gould (als Martin Slade) in Gib ihn mir wieder
- 1996: Yaphet Kotto (als William Laughlin) in Running Man (1987)
- 1997: Roddy Piper (als Dash Simms) in Bad Pack – Sieben dreckige Halunken
- 1998: Vincent D’Onofrio (als Dock Newton) in Die Newton Boys
- 1998: David Hayman (als McGowan) in Mein Name ist Joe
- 1999: Stefano Abbati (als Jogger) in Nicht von dieser Welt
- 2001: David Parker (als James Whitmore Sr.) in James Dean
- 2002: Gothic II (Computerspiel) als Thorben, Fellan, Halvor, Bennet u. a.
- 2003: Jean-Pierre Malo (als Vogel) in Ruby & Quentin – Der Killer und die Klette
- 2003: Adam West (als Adam West) in Auf den Spuren von Batman
- 2004: Filip Peeters (als Kruilman) in Stratosphere Girl
- 2005: John Savage (als Trent) in Liebe findet ein Zuhause
- 2005: Steven Bauer (als Juan José Viñas) in  Das Fest des Ziegenbocks
- 2006: Kevin Gage (als John Abel) in Liebe löst den Schmerz
- 2008: Giuseppe Crea (als Giuseppe) in Der Himmel unter dem Staub
- 2008: Jeffrey Hunter (als Frank James) in Rächer der Enterbten (1957)
- 2009: Marco Perez (als Fierro) in Das Paradies der Mörder
- 2009: Eduardo Antonio Garcia (als Steve) in Cornered – Das Killerspiel
- 2010: Jerry Katz (als Seth) in Wrong Side of Town
- 2010: Jürgen Prochnow (als Rhykin) in Sinners & Saints
- 2010: Eric Schweig (als Chief Poncho) in Casino Jack
- 2011: Bas Keijzer (als Kok) in Nova Zembla – Unbekanntes Land
- 2011: Aaron Douglas (als Ward) in Killer Mountain
- 2011: Veeti Kallio (als Basil) in Jonas rettet Weihnachten
- 2011: Andy Linden (als Steve) in Ghosted – Albtraum hinter Gittern
- 2011: Mimoun Ouled Radi (als De Vries) in Amsterdam Heavy
- 2012: als General in War of the Worlds – Goliath
- 2012: Phil Proctor (als Lug) in Outback – Jetzt wird's richtig wild!
- 2012: Clancy Brown (als Dr. Albert Marconi) in John Dies at the End
- 2012: Christopher McDonald (als Mr. Peters) in The Collection – The Collector 2
- 2012: Steven Bauer (als Edmonds) in Wieder ein Mord im Weißen Haus (2010)
- 2012: Richard Brake (als O’Keefe) in Legacy (2010)
- 2012: Aidan Quinn (als Steve Abbate) in The Fifth Quarter – Spiel des Lebens (2010)
- 2012: Stephen Baldwin (als Max Rockinsky) in Shoot the Duke (2009)
- 2012: Tom Berenger (als Steven Luisi) in Breaking Point – Hoffnung stirbt zuerst (2009)
- 2012: John Fiore (als Johnny Slade) in Johnny Slade's Greatest Hits (2005)
- 2012: Danny Bruno (als Field Sergeant) in Evidence (1995)
- 2013: Mike Mitchell (als John McKellen) in Zombie Massacre
- 2013: Craig Fairbrass (als Sven) in Vikingdom – Schlacht um Midgard
- 2013: Roderick Lang (als Bigs) in Der Träumer
- 2013: Lou Beatty Jr. (als Doc Shelby) in Normal ist anders
- 2013: Gregory Alan Williams (als Coach Sellers) in Der Junge, der nicht lügen konnte
- 2013: Pertti Koivula (als Matti) in White as Snow – Wie weit würdest du gehen? (2010)
- 2013: Joe Penny (als Frank Darnell) in Deckname Jane Doe: Wenn Lügen sterben müssen (2005)
- 2013: Joe Penny (als Frank Darnell) in Deckname Jane Doe: Meine Frau, die Geheimagentin (2005)
- 2014: Grégory Nardela (als Patron d'Interfêtes) in What the F***?
- 2014: Tom Berenger (als Teddy) in Reach Me – Stop at Nothing...
- 2014: Gregory Alan Williams (als Reggie Wilson) in Das Leben ist wie ein Countrysong
- 2014: Robert Davi (als Frank) in Das Erbe
- 2014: Garth Collins (als Mr. Universe) in Born to Win
- 2014: Joe Penny (als Frank Darnell) in Deckname Jane Doe: Tödliche Gedankenkontrolle (2007)
- 2014: Joe Penny (als Frank Darnell) in Deckname Jane Doe: Ein Mörder mit zwei Alibis (2007)
- 2014: Joe Penny (als Frank Darnell) in Deckname Jane Doe: Das gefälschte Original (2008)
- 2014: Joe Penny (als Frank Darnell) in Deckname Jane Doe: Eiskalter Tod (2006)
- 2014: Joe Penny (als Frank Darnell) in Deckname Jane Doe: Das Superhirn (2006)
- 2014: Joe Penny (als Frank Darnell) in Deckname Jane Doe: Die vertauschte Frau (2005)